# Morón, Cuba
Morón este un oraș din Cuba. Principalele activități economice care se desfășoară în Morón sunt agricultura și turismul.